# Mallodeta
Mallodeta is een geslacht van vlinders van de familie spinneruilen (Erebidae), uit de onderfamilie Arctiinae.

## Soorten
- M. clavata Walker, 1854
- M. consors Walker, 1854
- M. cubana Gaede, 1926
- M. sanguipuncta Druce, 1898
- M. simplex Rothschild, 1931
- M. sortita Walker, 1854